# Ференц Боршањи
Ференц Боршањи (мађ. Borsányi Ferenc; Будимпешта, 30. јун 1902 — Будимпешта, 24. октобар 1958) је био мађарски фудбалер и репрезентативац, који је играо на позицији нападача. Члан је победничког тима Ујпешта који је освојио Турнир шампиона 1930. године.

## Каријера

### Клуб
Ференц Боршањи је почео да игра фудбал у ШК Пештујхељ 1915. године. Био је фудбалер ТК Будимпешта до 1926. године. Одатле је потписао уговор и прешао у будимпештански Ујпешт, где је између 1926. и 1935. био четвороструки шампион Мађарске, троструки освајач другог места и двоструки освајач трећег места у шампионату. Био је члан победничког тима Ујпешта на Турниру шампиона 1930. године. После играчке каријере био је члан управе будимпештанског Кашаи АК.

### У репрезентацији
Између 1924. и 1932. године у репрезентацији Мађарске се појавио 24 пута.

## Достигнућа
- Прва лига Мађарске у фудбалу
  - шампион: 1929/30, 1930/31, 1932/33, 1934/35.
  - 2.: 1926/27, 1931/32, 1933/34.
  - 3.: 1927/28, 1928/29.
- Куп Мађарске у фудбалу
  - финалиста: 1933.
- Куп Централне Европе (КК)
  - победник: 1929.
- Турнир шампиона 1930.
  - победник